# Louis Aliot
Louis Aliot (født 4. september 1969) er en fransk politiker.
Under valgene til Europa-Parlamentet i maj 2014 i den sydvestlige valgkreds kom listen, han fører, på toppen med 24,7 % af stemmerne, langt foran UMP-listen (18,5 %) og PS-listen (15,7 %).